# Pelourinho de Lordelo
O Pelourinho de Lordelo situa-se na freguesia de Lordelo, município de Vila Real, no distrito homónimo.
Calcula-se que este pelourinho tenha sido edificado no início do século XVI, altura em que D. Manuel concedeu foral a Lordelo juntamente com Alijó.
Trata-se de um pelourinho constituído por uma base circular formada por três degraus de granito e sobre a qual assenta o fuste de uma só peça, o qual tem a forma de um paralelepípedo octagonal e é encimado por um capitel em forma de duas pirâmides sobrepostas. A base original era formada por uma rocha com os degraus circulares, como a actual.
Este pelourinho foi classificado como Imóvel de Interesse Público em 11 de Outubro de 1933.